# 피터 F. 해밀턴
피터 F. 해밀턴(영어: Peter F. Hamilton, 1960년 3월 2일 ~ )은 잉글랜드의 소설가이다.

## 약력
잉글랜드 러틀랜드주에서 태어났다. 대학에 가지 않고, 해밀턴은 인터뷰에서 "나는 학교에서 18세가 될 때까지 과학을 배우고 당시 흥미가 없었던 영어, 영문학, 글쓰기는 16세에서 멈춰있었다."고 말하였다.
1987년에 집필을 시작하여 1989년에 〈피어〉에 게재된 단편 《Death Day》로 데뷔하였다. 1993년에 첫 장편인 《마인드스타 라이징》이 간행되었다.